# Öffentlicher Verkehr im Kanton St. Gallen

350px
Schweizerische Bundesbahnen
Südostbahn
Appenzeller Bahnen
PostAuto und weitere Busbetriebe

Der öffentliche Verkehr im Kanton St. Gallen erschliesst alle Gemeinden des Kanton St. Gallen mit öffentlichen Verkehrsmitteln.

## Fernverkehr

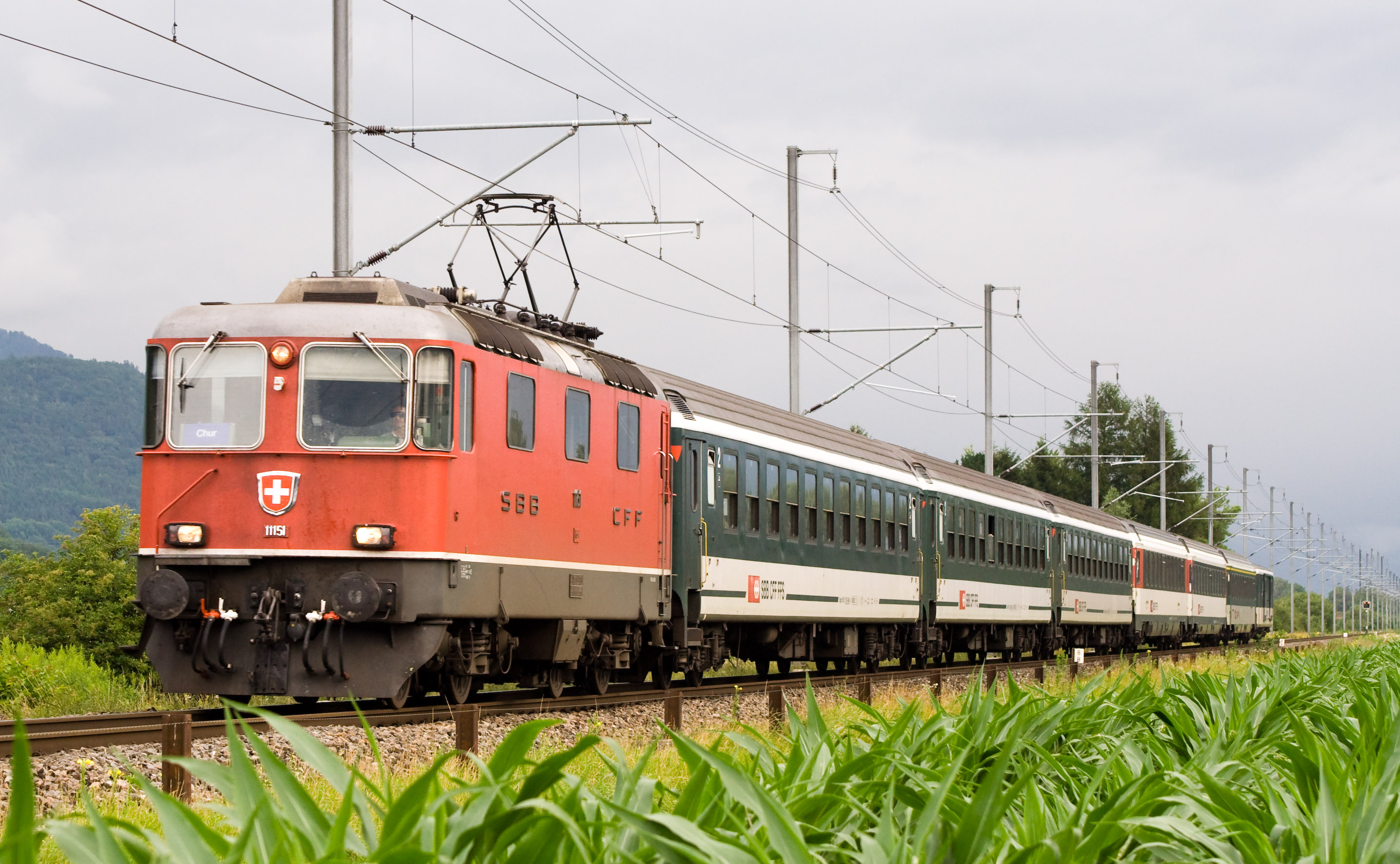
Rheintal-Express zwischen Sevelen und Weite

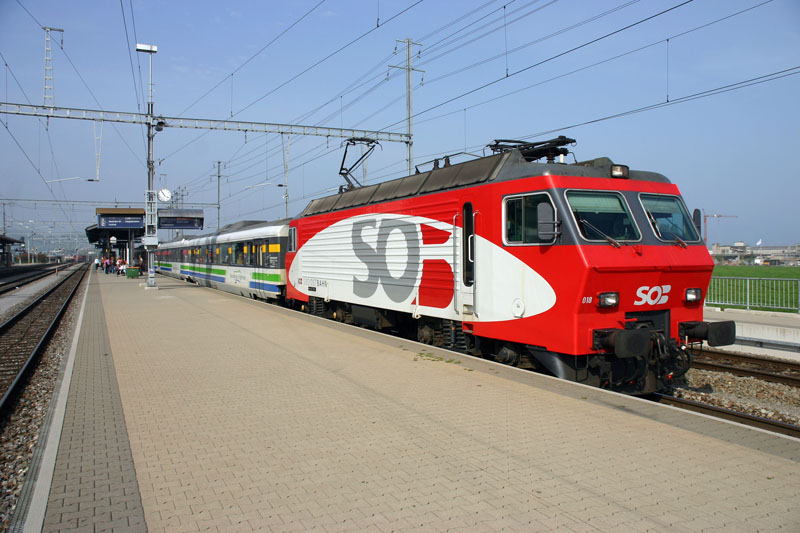
Voralpen-Express in Pfäffikon SZ

Innerhalb des Kantons St. Gallen bieten die Schweizerische Bundesbahnen (SBB) konzessionierten Fernverkehr an. Die SBB bietet, teils mit Partnern, Fernverkehrszüge auf den Achsen Chur–Buchs–St. Margrethen–St. Gallen–Zürich, Chur-Sargans-Zürich sowie Wien-Feldkirch–Buchs–Sargans–Zürich und München-Bregenz-St. Margrethen-St. Gallen-Zürich an.

## Regionalverkehr
Zuständig für den Regionalverkehr ist das Amt für öffentlichen Verkehr, gestützt auf Art. 18 der Verfassung des Kantons St. Gallen. Das Amt ist zuständig für die Koordination des öffentlichen Verkehrs in Form von Eisenbahnen, Autobussen, Schiffen und Seilbahnen.
Im Regionalverkehr bestellt der Kanton St. Gallen per 2018 bei 19 Transportunternehmen Leistungen. Die Leistungserbringer betreiben 20 Bahn- und 100 Buslinien sowie eine Seilbahn und eine Schiffslinie. Darüber hinaus existieren Fernverkehrslinien, Ortsverkehre und touristische Angebote.
Die meisten ÖV-Unternehmen im Kanton sind im Tarifverbund Ostwind Mitglied.

### Schienenverkehr
Das Rückgrat des Regionalverkehrs des Kantons ist die S-Bahn St. Gallen. Darüber hinaus existiert der Voralpen-Express, der St. Gallen mit Luzern verbindet, sowie der RegioExpress nach Konstanz.
Erbracht werden die Leistungen im Regionalverkehr per 2018 durch die Appenzeller Bahnen, der Frauenfeld-Wil-Bahn, den Schweizerischen Bundesbahnen, den Schweizerische Südostbahn und die Thurbo.

### Busverkehr

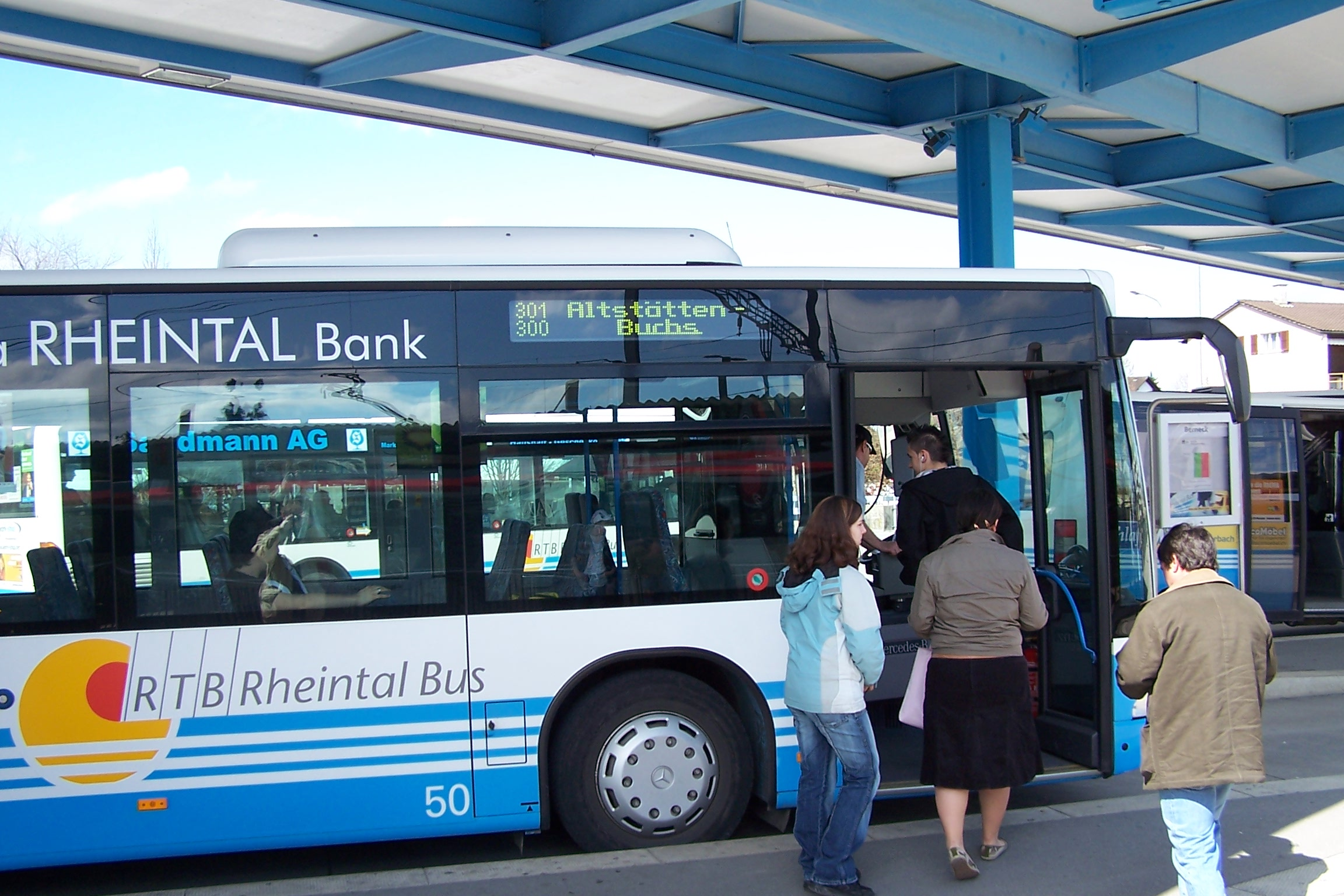
Rheintal Bus von Heerbrugg nach Buchs

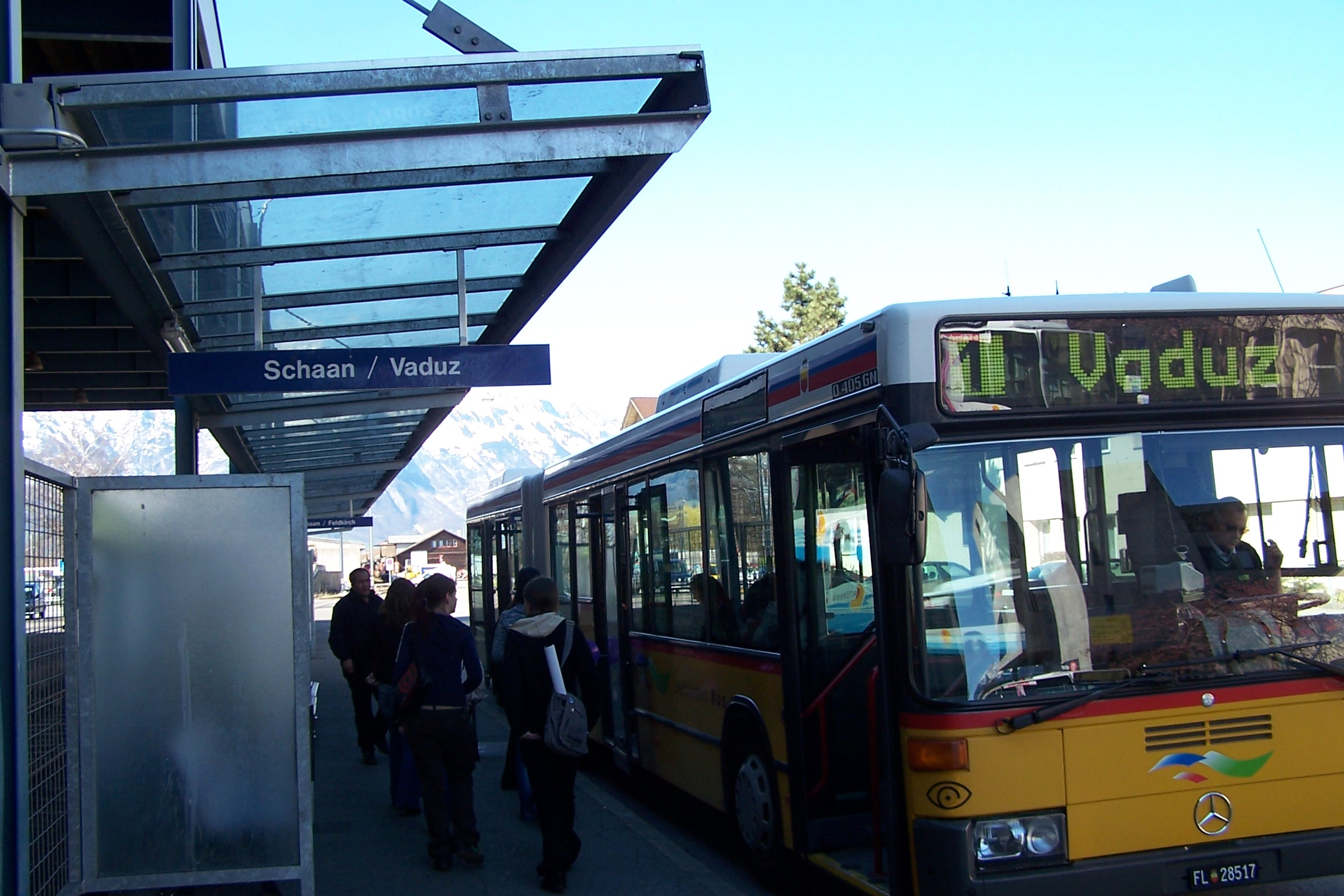
Liechtensteinischer Bus in PostAuto-Lackierung in Buchs nach Vaduz

Folgende Betriebe erfüllen Leistungsaufträge des Kantons:
- Autobetrieb Weesen–Amden
- Busbetrieb Lichtensteig–Wattwil–Ebnat-Kappel
- Bus Ostschweiz mit den Marken Bus Sarganserland Werdenberg, RTB Rheintal Bus, WilMobil und Bus Oberthurgau
- Schneider Busbetriebe
- PostAuto
- Regiobus
- Stadtbus Chur
- Verkehrsbetriebe der Stadt St. Gallen
- Verkehrsbetriebe Zürichsee und Oberland

Darüber hinaus fährt folgender Betrieb, bestellt durch Liechtenstein im Kanton St. Gallen:
- LIEmobil

Bis auf Postauto und den Verkehrsbetrieben St. Gallen sind alle Busgesellschaften Privatunternehmen.
Das – abgesehen vom Postauto – am meist benutzte Busunternehmen im Kanton St. Gallen sind die Verkehrsbetriebe St. Gallen, gefolgt von der Bus Ostschweiz, zu der Bus Sarganserland Werdenberg, RTB Rheintal Bus, WilMobil und Bus Oberthurgau gehören.
Für Postauto sind zusätzlich Subunternehmen im Auftrag. Die Subunternehmen haben in der Regel eigenes Fahrpersonal und eigene Fahrzeuge, die in der Lackierung des Postautos fahren.

### Seilbahn- und Schiffsverkehr
Als einzige Seilbahn erbringt die Luftseilbahn Unterterzen-Tannenbodenalp Leistungen im Regionalverkehr. Der Schiffsbetrieb Walensee wiederum sichert den Anschluss an das nicht mit anderen Verkehrsmitteln erreichbare Dorf Quinten.
Die übrigen Seilbahnen und Schiffslinien auf Kantonsgebiet dienen dem touristischen Verkehr, sie erfüllen keine Funktion im Regionalverkehr.

## Ortsverkehr
In einigen Gemeinden existiert ein Ortsverkehr, hierbei handelt es sich um von den jeweiligen Gemeinden bestellte Leistungen. Hervorzuheben ist dabei der Ortsverkehr der Stadt St. Gallen, der durch die Verkehrsbetriebe der Stadt St. Gallen erfüllt wird. Einige Gemeinden konzessionieren darüber hinaus Ortsbusse, beispielsweise in Flawil (Leistungserbringer: PostAuto) oder in St. Gallenkappel (Leistungserbringer: Waespi Reisen).